# Celaenorrhinus
Celaenorrhinus är ett släkte av fjärilar. Celaenorrhinus ingår i familjen tjockhuvuden.

## Bildgalleri

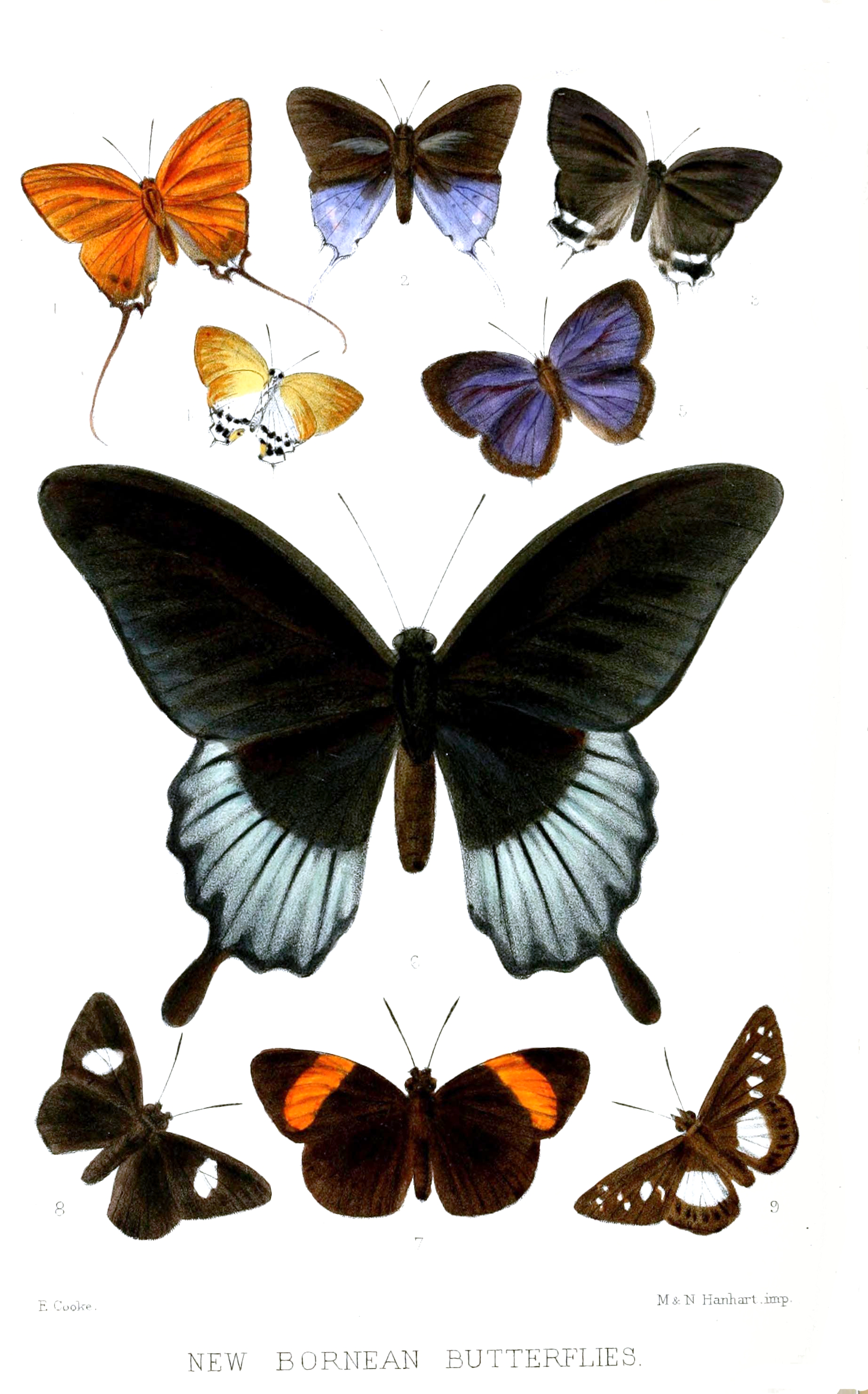
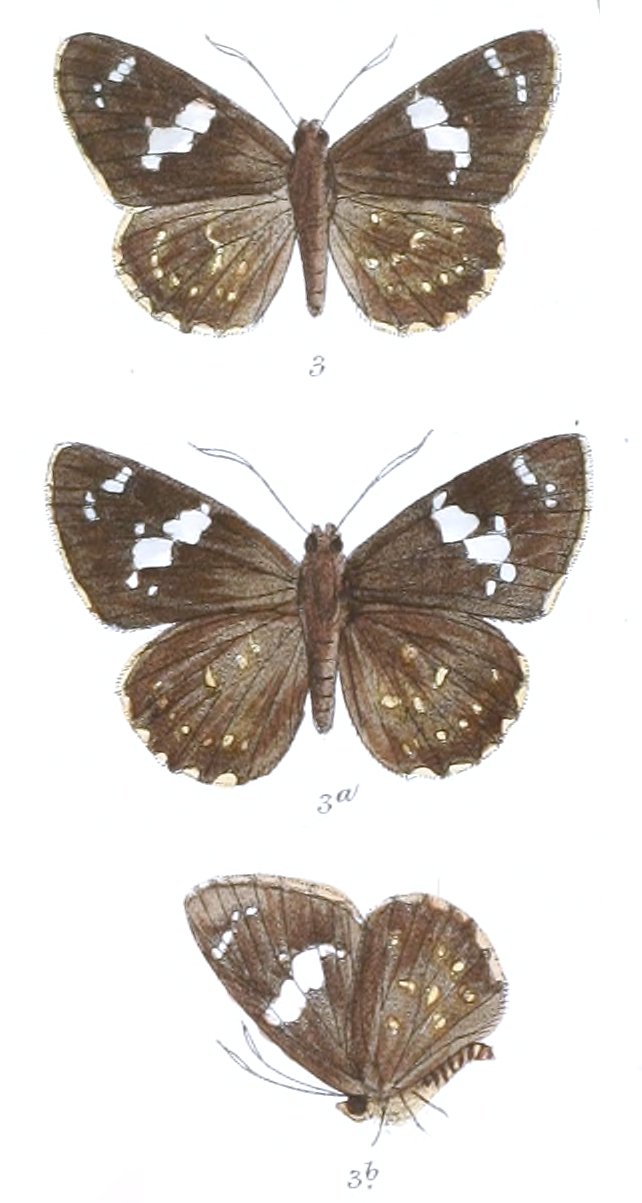
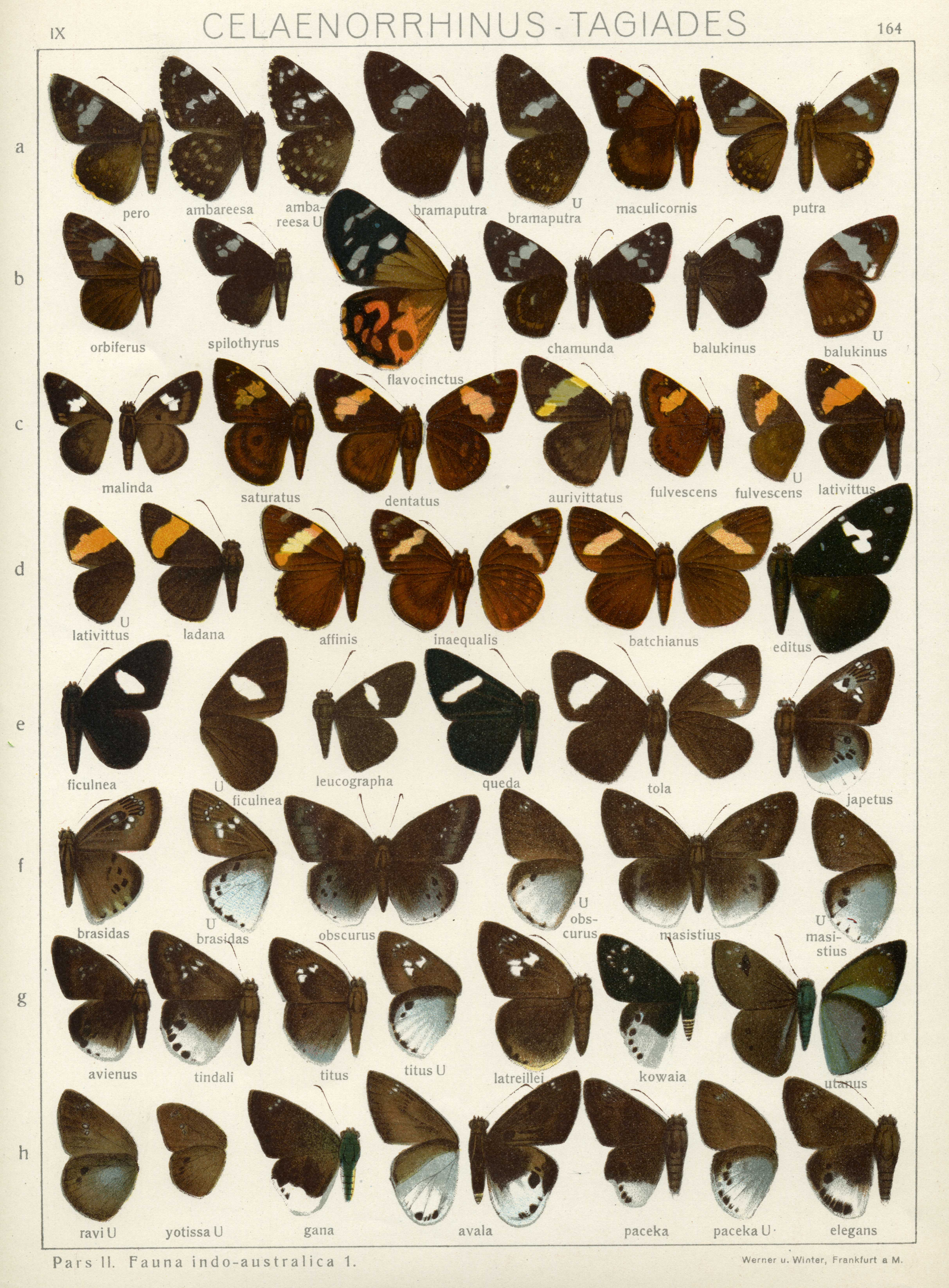

## Dottertaxa tillCelaenorrhinus, i alfabetisk ordning[1]
- Celaenorrhinus abbreviata
- Celaenorrhinus aditta
- Celaenorrhinus affinis
- Celaenorrhinus allaudi
- Celaenorrhinus amaponda
- Celaenorrhinus ambareesa
- Celaenorrhinus ambra
- Celaenorrhinus amyrus
- Celaenorrhinus anchialus
- Celaenorrhinus andamanica
- Celaenorrhinus angustipennis
- Celaenorrhinus anoma
- Celaenorrhinus approximatus
- Celaenorrhinus area
- Celaenorrhinus arminia
- Celaenorrhinus asmara
- Celaenorrhinus aspersa
- Celaenorrhinus astrigera
- Celaenorrhinus atratus
- Celaenorrhinus aurivittata
- Celaenorrhinus ayata
- Celaenorrhinus badia
- Celaenorrhinus bakolo
- Celaenorrhinus balukinus
- Celaenorrhinus bazilanus
- Celaenorrhinus beni
- Celaenorrhinus bettoni
- Celaenorrhinus bifurcus
- Celaenorrhinus binotatus
- Celaenorrhinus biseriata
- Celaenorrhinus bitjena
- Celaenorrhinus boadicea
- Celaenorrhinus brahmaputra
- Celaenorrhinus bryki
- Celaenorrhinus cacus
- Celaenorrhinus cameroni
- Celaenorrhinus canutama
- Celaenorrhinus celebica
- Celaenorrhinus chihhsiaoi
- Celaenorrhinus chinensis
- Celaenorrhinus chiriquensis
- Celaenorrhinus chrysoglossa
- Celaenorrhinus clearchus
- Celaenorrhinus clio
- Celaenorrhinus clitus
- Celaenorrhinus collucens
- Celaenorrhinus consanguinea
- Celaenorrhinus consertus
- Celaenorrhinus cynapes
- Celaenorrhinus daphne
- Celaenorrhinus dargei
- Celaenorrhinus darius
- Celaenorrhinus daroa
- Celaenorrhinus dentatus
- Celaenorrhinus dhanada
- Celaenorrhinus disjunctus
- Celaenorrhinus eligius
- Celaenorrhinus elmina
- Celaenorrhinus entellus
- Celaenorrhinus evansi
- Celaenorrhinus flavocincta
- Celaenorrhinus formosanus
- Celaenorrhinus fritzgaertneri
- Celaenorrhinus fulgens
- Celaenorrhinus fusca
- Celaenorrhinus galenus
- Celaenorrhinus goto
- Celaenorrhinus hanna
- Celaenorrhinus hecqui
- Celaenorrhinus hersa
- Celaenorrhinus hiera
- Celaenorrhinus hochneli
- Celaenorrhinus homeyeri
- Celaenorrhinus horishanus
- Celaenorrhinus howarthi
- Celaenorrhinus humbloti
- Celaenorrhinus hypoxanthina
- Celaenorrhinus illustris
- Celaenorrhinus illustroides
- Celaenorrhinus inaequalis
- Celaenorrhinus infernus
- Celaenorrhinus insidiosus
- Celaenorrhinus intermixtus
- Celaenorrhinus interniplaga
- Celaenorrhinus irene
- Celaenorrhinus jacquelinae
- Celaenorrhinus jeanneli
- Celaenorrhinus joka
- Celaenorrhinus kapangana
- Celaenorrhinus kasai
- Celaenorrhinus katangensis
- Celaenorrhinus kiku
- Celaenorrhinus kimboza
- Celaenorrhinus kivuensis
- Celaenorrhinus kurosawai
- Celaenorrhinus latifascia
- Celaenorrhinus lativittus
- Celaenorrhinus leona
- Celaenorrhinus leucocera
- Celaenorrhinus lourentis
- Celaenorrhinus lucens
- Celaenorrhinus lucifera
- Celaenorrhinus macrostictus
- Celaenorrhinus maculata
- Celaenorrhinus maculicornis
- Celaenorrhinus maculosa
- Celaenorrhinus maesseni
- Celaenorrhinus mahaca
- Celaenorrhinus major
- Celaenorrhinus medetrina
- Celaenorrhinus milinda
- Celaenorrhinus modestus
- Celaenorrhinus moelleri
- Celaenorrhinus mokeezi
- Celaenorrhinus mona
- Celaenorrhinus monartus
- Celaenorrhinus morena
- Celaenorrhinus munda
- Celaenorrhinus netta
- Celaenorrhinus nigricans
- Celaenorrhinus nigropunctata
- Celaenorrhinus obscuripennis
- Celaenorrhinus ochra
- Celaenorrhinus ochrogutta
- Celaenorrhinus opalinus
- Celaenorrhinus orbiferus
- Celaenorrhinus oscula
- Celaenorrhinus ovalis
- Celaenorrhinus overlaeti
- Celaenorrhinus pahangensis
- Celaenorrhinus palajava
- Celaenorrhinus paradoxus
- Celaenorrhinus parva
- Celaenorrhinus patula
- Celaenorrhinus perlustris
- Celaenorrhinus pero
- Celaenorrhinus pertica
- Celaenorrhinus piepersi
- Celaenorrhinus pila
- Celaenorrhinus pinratanai
- Celaenorrhinus plagiatus
- Celaenorrhinus plagifera
- Celaenorrhinus plotzi
- Celaenorrhinus pluscula
- Celaenorrhinus pooanus
- Celaenorrhinus proxima
- Celaenorrhinus pulomaya
- Celaenorrhinus punctiger
- Celaenorrhinus putra
- Celaenorrhinus pyrrha
- Celaenorrhinus questa
- Celaenorrhinus ratna
- Celaenorrhinus refulgens
- Celaenorrhinus ruficornis
- Celaenorrhinus rutilans
- Celaenorrhinus sanda
- Celaenorrhinus saroma
- Celaenorrhinus saturatus
- Celaenorrhinus selysi
- Celaenorrhinus sema
- Celaenorrhinus separata
- Celaenorrhinus shema
- Celaenorrhinus simalurensis
- Celaenorrhinus similis
- Celaenorrhinus simula
- Celaenorrhinus snelleni
- Celaenorrhinus songoensis
- Celaenorrhinus spilothyrus
- Celaenorrhinus stallingsi
- Celaenorrhinus stellaris
- Celaenorrhinus stola
- Celaenorrhinus subcincolor
- Celaenorrhinus sumatranus
- Celaenorrhinus sumitra
- Celaenorrhinus suthina
- Celaenorrhinus suzannae
- Celaenorrhinus syllius
- Celaenorrhinus taiwanus
- Celaenorrhinus tergemira
- Celaenorrhinus tibetana
- Celaenorrhinus timor
- Celaenorrhinus tonio
- Celaenorrhinus toro
- Celaenorrhinus tritonae
- Celaenorrhinus tytleri
- Celaenorrhinus vagra
- Celaenorrhinus vaijrada
- Celaenorrhinus variegatus
- Celaenorrhinus vimana
- Celaenorrhinus vitruvius
- Celaenorrhinus woermanni
- Celaenorrhinus vox
- Celaenorrhinus vulturnus
- Celaenorrhinus zanqua
- Celaenorrhinus zea